# كاتياسكا
كاتياسكا هي بلدية تقع في إقليم أرجيش في رومانيا.